# Lygisaurus
Lygisaurus — рід сцинкоподібних ящірок родини сцинкових (Scincidae). Представники цього роду мешкають в Австралії і на Новій Гвінеї.

## Види
Рід Lygisaurus нараховує 14 видів:
- Lygisaurus absconditus (Worthington-Wilmer in Couper et al., 2005)
- Lygisaurus aeratus (Garman, 1901)
- Lygisaurus curtus (Boulenger, 1897)
- Lygisaurus foliorum De Vis, 1884
- Lygisaurus laevis (Oudemans, 1894)
- Lygisaurus macfarlani (Günther, 1877)
- Lygisaurus malleolus (Roberts in Couper et al., 2005)
- Lygisaurus novaeguineae (Meyer, 1874)
- Lygisaurus parrhasius (Couper, Covacevich & Lethbridge, 1994)
- Lygisaurus rimula Ingram[fr] & Covacevich, 1980
- Lygisaurus rococo Ingram[fr] & Covacevich, 1988
- Lygisaurus sesbrauna Ingram & Covacevich, 1988
- Lygisaurus tanneri Ingram & Covacevich, 1988
- Lygisaurus zuma Couper, 1993

## Етимологія
Наукова назва роду Lygisaurus походить від сполучення слів дав.-гр. λυγος — гнучка гілка, лоза і σαυρος — ящірка.